# Brachytrachelopan
A Brachytrachelopan a sauropoda dinoszauruszok egyik szokatlanul rövid nyakú neme, amely a késő jura korban (a tithon korszakban) élt a mai Argentína területén. A holotípusa és egyetlen ismert példánya (az MPEF-PV 1716 katalógusszámú lelet) Argentínából, a Cañadón Cálcero-formációból, a Chubut tartománybeli Cerro Cóndortól körülbelül 25 kilométerre, észak-északkeletre levő egyik dombon levő erodált folyami homokkő üledékből került elő. Bár a csontváz nagyon hiányos, a darabjait egybefüggően találták meg, 8 nyak-, 12 hát- és 3 keresztcsonti csigolyával, a hátsó nyaki bordák proximális részeivel, az összes hasi bordával, a bal combcsont disztális végével, a bal sípcsont proximális végével és a jobb csípőcsonttal együtt. A példány maradványainak nagy része a több évnyi erózió hatásaként, még a felfedezést megelőzően valószínűleg elveszett. Típusfaja a Brachytrachelopan mesai.
A faj neve Daniel Mesára egy helyi juhászra utal, aki egy elveszett birka keresése közben fedezte fel a példányt. A nem nevének jelentése 'rövidnyakú Pán', ami utalás a juhászok istenére, Pánra.

## Ősökológia és a rövid nyak
Ez a taxon igen rövid (a többi dicraeosauridánál 40%-kal rövidebb, a sauropodák között legrövidebbnek számító) nyakkal rendelkezett, ami bizonyíték arra, hogy ez a fejlődési vonal olyan ökológiai fülke betöltésére specializálódott, amit alrendága más tagjai nem töltöttek be. A sauropodák között kicsinek számító Brachytrachelopan kevesebb, mint 10 méter hosszú volt. Oliver Rauhut és szerzőtársai (2005-ben) megjegyezték, hogy a csigolyaívek és a megfelelő csigolyatestek nagymértékű összeolvadása, a keresztcsonti csigolyaívek, valamint a keresztcsonti csigolyatestek, csigolyaívek és csigolyatüskék összeolvadása azt bizonyítja, hogy a holotípus nem fiatal példány volt. Ezért kis test nem az egyedfejlődés emléke.
Rauhut és szerzőtársai (2005-ben) megjegyezték, hogy a dicraeosauridáknál megfigyelhető nyak lerövidülés a Brachytrachelopánnál a legnyilvánvalóbb, és szemben áll a legtöbb sauropoda fejlődési vonalon (például a brachiosauridáknál, a titanosaurusoknál és a diplodocidáknál) tapasztalható nyak meghosszabbodással, azt jelezve, hogy ez a sauropoda csoport „nagymértékben adaptálódott az alacsonyan való legeléshez és feltehetően egyedi táplálékforráshoz specializálódott, ahogy azt az Amargasaurus és a Dicraeosaurus esetében állították”. Emellett a Brachytrachelopan nyaki csigolyaíveinek morfológiája jelentősen korlátozta a nyak dorzális hajlítását, és leginkább azt jelzi, hogy ez a sauropoda „körülbelül 1 és 2 méter közötti magasságú növények” fogyasztására specializálódott. Rauhut és szerzőtársai (2005-ben) azonban kijelentették, hogy az étrend korlátozó tényező lehetett a testméretet illetően a dicraeosauridák esetében, és hogy talán emiatt kerültek ugyanabba az ökológiai fülkébe, amibe a „nagy, alacsonyan legelő iguanodontia ornithopodák”. Megjegyzendő, hogy az ilyen nagy iguanodontiák nem találhatók meg a késő jura kori Gondwana üledékeiben, ahonnan az összes dicraeosaurida ismertté vált, miközben Észak-Amerikában, az ugyanebből a korból származó, hasonló ökoszisztémához tartozó, dicraeosaurida fosszíliákat nem tartalmazó rétegekben sűrűn előfordulnak. Ez azt jelezheti, hogy a nagy iguanodontiák és a dicraeosauridák (főként a Brachytrachelopan) ökológiai analógiák, ami párhuzamos evolúció eredménye két távoli rokonságban álló dinoszaurusz fejlődési vonalon.

## Diagnózis és törzsfejlődés
Rauhut és szerzőtársai (2005-ben) a Brachytrachelopant az összes többi sauropodától eltérőnek ítélték az alábbi szempontok alapján: „…a posteriorális magasságához hasonló vagy annál rövidebb anteroposteriorális hosszúságú egyedi nyakcsigolyák. A további apomorfiák… köztük egy kimondottan oszlopszerű centropostzygapophyseális lemez a nyakcsigolyában, a nyak közepén levő csigolyatüskék határozottan előrefelé lejtő része a csigolyatest elülső vége mögé kinyúló tüskevéggel, és az első hat dorzális csigolyatüske, függőleges alapjukkal és előre hajló hegyeikkel.”
Egy 27 sauropoda taxont és 154 anatómiai jelleget vizsgáló kladisztikus elemzést követően Rauhut és szerzőtársai (2005-ben) a Brachytrachelopant a Dicraeosauridae családhoz kapcsolták, kijelentve, hogy a kládon belül inkább a késő jura kori afrikai Dicraeosaurus testvértaxonja, mint a késő kréta kori, dél-amerikai Amargasaurusé. Rauhut és szerzőtársai (2005-ben) megállapították, hogy ez gyors evolúciós radiációt jelez, továbbá azt, hogy a Dicraeosauridae tagjai a középső jura kor végén szétszóródtak a déli és az északi félgömb kontinensein.

## Fordítás
- Ez a szócikk részben vagy egészben a Brachytrachelopan című angol Wikipédia-szócikk ezen változatának fordításán alapul.  Az eredeti cikk szerkesztőit annak laptörténete sorolja fel. Ez a jelzés csupán a megfogalmazás eredetét és a szerzői jogokat jelzi, nem szolgál a cikkben szereplő információk forrásmegjelöléseként.